# Строфа
Строфата (от старогръцки: στροφή — обръщане) е организирано съчетание на стихове, закономерно повтарящи се в стихотворението. По правило в поетическите текстове стиховете се римуват един с друг в определен ред. Нерядко се срещат и поетически текстове без рими — бели стихове.

## Особености
Строфата е допълнително средство, постигащо ритмизация и организация на стихотворната реч. Повтарящата се група стихове са свързани чрез рима, интонация, ритъм. Според старата поетика има съвършена строфа. Тя се състои от еднакво количество стихове с определен ритъм и еднакво разположение на римите. Обикновено строфата представлява смислово единство, като най-често е изречение, фраза или част от фраза; строфата може да се състои и от няколко изречения. Строфата се разглежда във връзка с останалите особености на поетичната реч. Съществува косвена връзка на строфата с поетическото съдържание на стихотворението и с индивидуалността на поета.
Когато стихотворението не е разчленено на строфи, то се нарича астрофично.

## Видове строфи
Най-малко 2 стиха може да образуват строфа. В практиката строфата може да достигне до 16 стиха. По-нататъшното увеличаване на броя стихове в една строфа нарушава чувството за ритмично повторение на еднакви ритмично-интонационни цялости и стихотворението не се възприема като строфично.

### Според броя на стиховете
Строфите биват няколко вида според броя на стиховете:
- 2 стиха – дистих
- 3 стиха – терцина/терцет/хайку
- 4 стиха – куплет/катрен
- 5 стиха – квинта/квинтира
- 6 стиха – сикстина
- 7 стиха – септина
- 8 стиха – октава
- 9 стиха – нона, специфичен вид /ababbcbcc/ — Спенсърова строфа
- 10 стиха – децима, одически строфи
- 14 стиха – онегинска строфа

### Според изграждането
Условно деление на строфите според изграждането им е:
- „Строги“ – които се изграждат по точно определен начин. „Строги“ форми са онегинската строфа, октавата, Спенсъровата строфа и др.
- „Свободни“ строфи – когато не е спазена „строгата“ форма на строфата.

### Според метриката
- Хетерометрична строфа – при използване на различни стъпки в строфата.
- Изометрична строфа – ако стъпката е една и съща.

При постоянна и устойчива комбинация от строфи, която е придружена с определена система на римуване, се създават постоянни форми, т.нар. съставни сложни строфи: рондо, триолет, сонет и др.